# Consonne nasale
En phonétique articulatoire, les consonnes produites en abaissant le voile du palais sont appelées consonnes nasales. Il existe aussi des voyelles nasales. Les consonnes nasales sont presque toujours des occlusives, mais il y a aussi, dans certaines langues comme le gaélique, des fricatives nasales (obtenues toutefois par deux articulations, liées par une phase de désocclusion pour produire la fricative).
Ils sont des occlusives puisque bien que le flux pulmonaire s'écoule par la cavité nasale, il est arrêté dans la bouche.
Les occlusives nasales font partie de la famille des continues : elles ne bloquent pas l'air expiré (contrairement aux occlusives ou fricatives orales) et sont presque toujours voisées.
D'un point de vue acoustique, les occlusives nasales ont un spectre sonore compris entre 200 et 2 000 Hz.

## En français
Le français comporte les nasales suivantes :
- Bilabiale : [m] (« maman »).
- Alvéolaire : [n] (« nounou »).
- Palatale : [ɲ] (« gnangnan »), le français contemporain confondant en fait de plus en plus avec /nj/ (« nier ») ; le premier tend donc à disparaître.
- Vélaire : [ŋ] (« parking ») ; mots d'emprunt uniquement, notamment anglais, ou bien dans certaines formes locales du français, notamment à Marseille.

## Liste des consonnes nasales de l'alphabet phonétique international
- [m] : bilabiale
- [ɱ] : labio-dentale
- [n] : alvéolaire ([n̪]), dentale
- [ɳ] : rétroflexe
- [ɲ] : palatale
- [ŋ] : vélaire
- [ɴ] : uvulaire

La nasalisation se note parfois en API à l'aide d'un tilde surscrit [˜] (ce symbole est plutôt réservé à la nasalisation des voyelles).
L'écoulement nasal se note aussi parfois en API par le symbole en exposant [ⁿ] (utilisé pour la prénasalisation des consonnes), mais cette notation est imprécise.